# Mitzie Hunter
Pour les articles homonymes, voir Hunter.
Mitzie Hunter, née le 14 septembre 1971, est une femme politique canadienne active en Ontario.
Elle représente la circonscription de Scarborough—Guildwood à titre de députée du Parti libéral de l'Ontario de 2013 à mai 2023, date à laquelle elle démissionne pour se présenter à l'élection municipale partielle de Toronto. Elle est ministre de l'éducation dans le cabinet du gouvernement de Kathleen Wynne de juin 2017 à juin 2018.

## Biographie
Née en Jamaïque, Hunter immigre au Canada avec sa famille en 1975 alors qu'elle avait 4 ans. Après avoir grandi à Scarborough, elle étudie à l'Université de Toronto où elle obtient un baccalauréat en lettres puis obtient un MBA à la Rotman School of Management (en).
Elle exerce professionnellement comme PDG de la Greater Toronto CivicAction Alliance (en), une organisation à but non lucratif, puis directrice administrative de la Toronto Community Housing (en). Elle travaille également comme vice-présidente de l'organisation à but non lucratif Goodwill Industries (en).

## Carrière politique
Elle est candidate libérale dans Scarborough—Guildwood lors de l'élection partielle de septembre 2013, déclenchée à la suite de la démission pour raison de santé de Margarett Best. Elle remporte l'élection par une majorité d'environ 1 250 voix. Réélue en 2014, elle augmente sa majorité à 7 600 voix.
En juin 2014, elle est nommée ministre sans portefeuille du ministère des Finances, responsable du Régime de retraite de l'Ontario. Le 13 juin 2016, elle est promue au poste de ministre de l'Éducation.
Le 17 janvier 2018, une annonce est faite pour indiquer que Hunter quitte son poste pour remplacer Deb Matthews en tant que nouvelle ministre de l'Éducation supérieure et du Développement des compétences.
Elle annonce sa candidature pour la course à la chefferie (en) de 2020 le 14 août 2019. Lors de la convention tenue le 7 mars 2020, elle termine quatrième sur six candidatures,, soit derrière Michael Coteau, Kate Graham et Steven Del Duca. Ce dernier est finalement élu chef.
Le 10 mai 2023 elle démissionne de son poste afin de se porter candidate à la mairie de Toronto lors de l'élection partielle suivant la démission de John Tory.